# Roeselia lugens
Roeselia lugens är en fjärilsart som beskrevs av Walker 1863. Roeselia lugens ingår i släktet Roeselia och familjen trågspinnare. Inga underarter finns listade.